# C1orf53
C1orf53 (англ. Chromosome 1 open reading frame 53) – білок, який кодується однойменним геном, розташованим у людей на 1-й хромосомі. Довжина поліпептидного ланцюга білка становить 145 амінокислот, а молекулярна маса — 15 483.
| 10         |  | 20         |  | 30         |  | 40         |  | 50         |
| ---------- |  | ---------- |  | ---------- |  | ---------- |  | ---------- |
| MAARQIWART |  | GAALCRQPSA |  | APPPAPLWVR |  | AGFRQQLSLT |  | LCPANEGNCG |
| GSAPSTPGRP |  | ERAARPSVSE |  | ELTAAERQIA |  | ELHAAACAAG |  | QLNYVDPATG |
| YVVLTQIAHL |  | QRGECCGSAC |  | RHCPYGQVNV |  | KDPSKKKQFN |  | SYFYV      |

A: Аланін

C: Цистеїн

D: Аспарагінова кислота

E: Глутамінова кислота

F: Фенілаланін

G: Гліцин

H: Гістидин

I: Ізолейцин

K: Лізин

L: Лейцин

M: Метіонін

N: Аспарагін

P: Пролін

Q: Глутамін

R: Аргінін

S: Серин

T: Треонін

V: Валін

W: Триптофан

Кодований геном білок за функцією належить до фосфопротеїнів. 